# 皮肤试验
皮肤试验，简称皮试，是一种常见医疗手段，用来测试患者对某种药物是否产生过敏性，通常取微量的药物使用注射器作用于患者皮肤，是借助抗原、抗体在皮肤内或皮肤上的反应进行免疫学检测的一种方法。
皮试之目的是确保某种药物可以安全地注入患者体内。若患者对药物过敏，或皮试结果呈阳性，药物注入体内后会产生诸多不良的生理反应，甚至导致患者休克、死亡。

## 测试方法
- 皮内试验
- 挑刺试验
- 斑贴试验

## 部分需要进行皮试的药物
- 青霉素 (盘尼西林)
- 链霉素
- 结核菌素
- 破伤风抗毒素血清
- 盐酸普鲁卡因
- 门冬酰胺酶
- 细胞色素C